# Jukovo, Muncaci
Jukovo (în ucraineană Жуково) este o comună în raionul Muncaci, regiunea Transcarpatia, Ucraina, formată numai din satul de reședință.

## Demografie
Componența lingvistică a comunei Jukovo
     Ucraineană (98,74%)
     Rusă (1,26%)
Conform recensământului din 2001, majoritatea populației comunei Jukovo era vorbitoare de ucraineană (98,74%), existând în minoritate și vorbitori de rusă (1,26%).